# Giovanni Prati
Giovanni Prati (Lomaso, Trento, 27 de gener de 1814 - Roma, 9 de maig de 1884) va ser un poeta i polític italià.
Després de fer els estudis secundaris en el Liceo Ginnasio de Trento que duu el seu nom des de 1919, on va tenir per professor Bucella, filòsof kantià, va començar a estudiar dret a la Universitat de Pàdua, però les seves aficions literàries li van fer abandonar aquells estudis abans d'obtenir-ne la llicenciatura, de la qual només va fer el primer examen. El 1836, a Pàdua mateix, publica el seu primer recull de poemes amb el títol Poesie di Giovanni de Prati. Es va traslladar a Milà i allà es va relacionar amb Manzoni i Grossi; va passar després a Torí i una altra vegada a Pàdua, on va ser detingut pels austríacs, i en fer-se aquests amos de la Llombardia, Prati va residir a Torí i després a Florència.
Els seus sentiments monàrquics i la seva adhesió a la casa de Savoia li van ocasionar força contratemps. Trobant-se a Venècia el 1848, va ser de nou empresonat per ordre de Daniele Manin, i l'any següent el va expulsar Guerrazzi de la Toscana. Tot i aquestes persecucions, no es pot afirmar que Prati hagués pres part molt activa en la política, encara que va desitjar sempre la independència de la seva pàtria. Durant la seva permanència a Torí, el rei Carles Albert I el va distingir amb la seva amistat, i va ser Prati qui, amb els seus versos, li va anunciar l'elevada missió a què estava destinada la Reial Casa de Savoia a Itàlia.
Les últimes dècades de la seva vida van començar per a ell els honors. L'any 1850, el rei de Saxònia va concedir-li la medalla d'or virtuti et ingenio; el 1859 va ser nomenat cavaller de l'Orde de Sant Maurici i Sant Llàtzer de la casa de Savoia, i el 1862 ho va ser ser de l'Orde del Mèrit Civil de Savoia. L'octubre d'aquell mateix any, va ser elegit diputat a Penne (Teramo) per a la VIII legislatura, però les eleccions van anul·lar-se el més següent perquè s'havien fet durant un estat de setge. El 1871, Amedeu de Savoia, aleshores rei d'Espanya, va lliurar-li l'encomienda de l'Orde d'Isabel la Catòlica. El 1876 va ser nomenat senador del Regne d'Itàlia i la seva fitxa històrica indica com a professió «poeta» i esmenta, entre els seus càrrecs i títols, que era director de l'Escola de Magisteri de Roma des de 1871 i que el 1881va ser elegit membre de l'Accademia della Crusca.
Prati un dels principals representants de la poesia italiana des de 1840 fins a 1870; a les seves obres líriques, gairebé sempre de caràcter religiós o patriòtic, recorda l'estil de Lamartine, però no té la puresa de manera que tant va realçar les poesies de Manzoni i Leopardi. El gènere que més s'avé a les facultats poètiques de Prati és el de les novelle en vers. Les seves primeres composicions, escrites mentre estudiava al Liceo de Trento, van cridar molt l'atenció dels seus professors, que el posaven com a model als altres alumnes. Poc després de perdre la seva jove esposa, Elisa Bassi, amb qui havia contret matrimoni el 1834, es va enamorar d'Ildegarda Meryweather, germana de l'esmentat dictador Manin, que estava casada amb un anglès que residia a Venècia. Aquest desgraciat amor li va inspirar una de les seves obres poètiques més cèlebres. Edmenegarda (Milá, 1841), que li va donar de seguida molt renom, fent-lo cèlebre, i des de llavors, sense interrupció, va compondre una llarga sèrie d'obres poètiques.
Entre les principals obres de la seva primera etapa com a poeta, destaquen:
- Edmenegarda (Milà, 1841)
- Canti per il popolo (Milán, 1843)
- Lettere a Maria, en prosa (1843)
- Canti lirici (1843)
- Ballate (1843)
- Nuovi canti (1844)
- Memorie e lacrime (1844)
- Vottore Pisani (conte)
- Paseggiate solitarie (1847)
- Storia e fantasia (1851)

Prati va donar suport, amb poemes tendenciosos i desbordants d'entusiasme, a la campanya de 1848-1860, cosa que li va valer el sobrenom de poeta cessari.
A la segona etapa de vida va escriure, entre d'altres:
- Jelone di Siracusa (1852)
- Rodolfo (1853)
- Satana e le Grazie, poema satíric (1855)
- Nuove poesia (1856)
- Conte Riga, poema èpic (1856)
- Ariberto (1860)
- I due sogni (1861)
- Amedeo II il Conte Verde (1862)
- Armando, narració poètica (1868)
- Psiche, col·lecció de sonets (1876)
- Iside, un volum de poesies (1878)
- Battaglia d'Imera

Les seves obres han estat editades moltes vegades sobretot a principis del segle xx, i algunes fragmentàriament, com a Opere edite ed inedite (Milà, 1862/65). Va fer així mateix edicions d'elles: Martini, Poesie scelte di G. P. (Florència, 1892).
El poeta, periodista, escriptor i polític Víctor Balaguer va coincidir amb Giovanni Prati en una reunió literària-patriòtica a Torí, en la qual el mateix Balaguer va recitar el seu poema d'inspiració italiana Los cazadores de los Alpes que més tarda va fer-se popular a Barcelona amb el títol El canto de Garibaldi. Posteriorment, en la seva obra Mis recuerdos de Italia, Balaguer recordava així aquella trobada:
| «                 | Uno de mis mejores recuerdos de Turín en aquel viaje es el de haber asistido a una velada literaria en la que conocí al popular poeta Giacomo (sic) Prati, hombre de gran imaginación y entusiastas arranques... | » |
| — Victor Balaguer | |   |

Es van tornar a trobar el 6 de desembre de 1870, en ocasió del viatge que Balaguer va ferr a Itàlia per acompanyar a Espanya Amadeu de Savoia.